# 湯·屈臣 (2006年出生足球員)
湯馬士·屈臣（英語：Thomas Watson，2006年4月8日—），是一名英格蘭職業足球員，司職翼鋒，現效力英超球會白禮頓。

## 球會生涯
出生於英格蘭郡的屈臣在新特蘭的青訓學院開始足球生涯，並曾為球會的各級梯隊上陣。
2023年4月18日，屈臣在新特蘭對陣哈德斯菲尔德的英冠比賽中後備上陣，完成職業生涯地標戰。同年9月，他與球會簽下他的首份職業合約。
2024年12月7日，屈臣在對陣史篤城的聯賽比賽中梅開二度，是他職業生涯的首兩個入球，令球隊以2–1擊敗對手。
2025年4月1日，英超球會白禮頓宣布簽入屈臣，他將在2025年夏天轉會窗開始後正式加盟。同年5月24日，屈臣在新特蘭對陣錫菲聯的英冠升班附加賽決賽中後備上陣，並在補時階段射入致勝球，協助球隊以2–1反勝對手，奪得升班資格。

## 國家隊生涯
2023年10月11日，屈臣在對陣比利時的1–1和局中首次代表英格蘭U18。

## 生涯統計
最後更新：2025年5月24日
| 效力球會 | 球季     | 聯賽     | 聯賽 | 聯賽 | 國家盃賽 | 國家盃賽 | 聯賽盃賽 | 聯賽盃賽 | 其他 | 其他 | 總計 | 總計 |
| 效力球會 | 球季     | 聯賽     | 上陣 | 入球 | 上陣     | 入球     | 上陣     | 入球     | 上陣 | 入球 | 上陣 | 入球 |
| -------- | -------- | -------- | ---- | ---- | -------- | -------- | -------- | -------- | ---- | ---- | ---- | ---- |
| 新特蘭   | 2022–23  | 英冠     | 1    | 0    | 0        | 0        | —        | —        | —    | —    | 1    | 0    |
| 新特蘭   | 2023–24  | 英冠     | 1    | 0    | —        | —        | —        | —        | —    | —    | 1    | 0    |
| 新特蘭   | 2024–25  | 英冠     | 20   | 2    | 0        | 0        | 1        | 0        | 1    | 1    | 22   | 3    |
| 新特蘭   | 總計     | 總計     | 20   | 2    | 0        | 0        | 1        | 0        | 1    | 1    | 22   | 3    |
| 白禮頓   | 2025–26  | 英超     | 0    | 0    | 0        | 0        | 0        | 0        | 0    | 0    | 0    | 0    |
| 生涯總計 | 生涯總計 | 生涯總計 | 22   | 2    | 0        | 0        | 1        | 0        | 1    | 1    | 24   | 3    |

1. ↑  於英格蘭足球冠軍聯賽升班附加賽上陣。

## 榮譽

### 球會
新特蘭
- 英格蘭足球冠軍聯賽升班附加賽：2025[8]